# تيم أوكامورا
تيم أوكامورا هو رسام كندي، ولد في 1968.

## وصلات خارجية
- تيم أوكامورا على موقع IMDb (الإنجليزية)